# 팻 걸
《팻 걸》(A Ma Soeur!, Fat Girl)은 스페인에서 제작된 카트린 브레야 감독의 2000년 드라마 영화이다. 아나이스 르부 등이 주연으로 출연하였고 장프랑소와 레페티 등이 제작에 참여하였다.

## 출연

### 주연
- 아나이스 르부
- 록산느 메스퀴다
- 리베로 디 리엔조
- 아시니 칸지안
- 로맹 구필

### 조연
- 로라 베티

## 기타
- 공동제작: 콘치타 에롤디
- 미술: 프랑소와 르노 라바르세
- 배역: 마이클 웨일
- 배역: 올리비어 카본

## 수상
2001년 이 영화는 베를린 국제영화제에서 Manfred Salzgeber상을, 칸 영화제에서 프랑스문화상(France Culture Award)을 받았다.